# David Starr Jordan
David Starr Jordan (Wyoming County, 19. siječnja 1851. – Stanford, 19. rujna 1931.) bio je osnivač i predsjednik Sveučilišta Stanford od 1891. do 1913. godine. Tijekom svoje istraživačke karijere bio je ihtiolog. Prije nego što je bio predsjednik na Stanfordu, bio je predsjednik Sveučilišta Indiana Bloomington od 1885. do 1891. godine.
Jordan je također podržavao eugeniku, i izrazio je svoj strah o "degeneraciji rase" naglašavajući da su stokom i ljudima "upravljaju isti zakoni selekcije". Bio je antimilitarist upravo zato što je vjerovao da rat ubija najbolje jedinke genske zalihe, i u početku se protivio sudjelovanju SAD-a u Prvom svjetskom ratu.

## Rani život i obrazovanje
Jordan je rođen u Gainesvilleu i odrastao je na farmi na jugu New Yorka. Njegovi su roditelji odlučili poslati ga u lokalnu školu za djevojčice. Njegovo srednje ime, Starr, ne pojavljuje se u ranim zapisima, i navodno ga je sam izabrao. Počeo ga je koristiti otprilike u u vrijeme kad je bio upisan u Cornell. Rekao je da si je nadjenuo to ime u čast majčinoj posvećenosti svećeniku Thomasu Starru Kingu, no ujedno i zbog svoje očaranosti noćnim nebom od malenih nogu.
Louis Agassiz ga je nadahnuo da se se bavi ihtiologijom. Sredinom je 19. stoljeća Agassiz bio neusporedivo utjecajan i obučavao je "gotovo sve" vodeće prirodoslovce u Sjedinjenim Državama. Isto tako, prema povjesničaru Donaldu Yacovoneu, "Njegova odbojnost prema Afroamerikancima i inzistiranje na njihovoj urođenoj podređenosti nije poznavalo granice. Utjecaj [Agassizovih] štetnih ideja ne može se precijeniti." Jordan je bio dio prvog razreda prvostupnika na Sveučilištu Cornell gdje je diplomirao 1872. godine kao magistar botanike.
U svojoj autobiografiji, The Days of a Man, napisao je "Tijekom tri godine koje su slijedile [nakon mog ulaska kao "zakašnjeli" brucoš u ožujku 1869.], ispunio sam sve uvjete za postati prvostupnik, pored dvije godine naprednog rada iz botanike. Uzimajući to u obzir, fakultet mi je u lipnju 1872. dodijelio titulu magistra znanosti umjesto titulu prvostupnika... kasnije je bilo izglasano da se ne može dodijeliti drugi stupanj unutar godinu dana nakon što je prvostupnik primljen. Ja sam bio postavljen, sasvim nevino, na mjesto jedinog diplomiranog studenta Cornella kojemu su spojili dva stupnja u jedan." Njegov je diplomski rad bio na temu divljeg cvijeća Wyoming Countyja.
Jordan je isprve predavao prirodoslovlje u monekim manjim školama i koledžima na Srednjem zapadu. 
Jordan je 1875. godine diplomirao s Medicinskog fakulteta Indiana. Fakultet se otvorio 1869. godine, ali je iščeznuo do 1878. godine spajanjem s drugim fakultetima. Standardi na fakultetu nisu bili izrazito visoki. Jordan je sam rekao, prisjećajući se iskustva, da "sam uspio provesti malo vremena na Medicinskom fakultetu s kojeg sam, u proljeće 1875. godine, (jedva) diplomirao kao doktor medicine iako uopće nije bila moja namjera baviti se tom profesijom." Sljedeće je godine Jordan predavao komparativnu anatomiju na tom fakultetu.
Jordan također ima počasni doktorat koji mu je dodijelilo Sveučilište Butler 1877. godine.

## Karijera
Jordan je 1879. godine primljen na prirodoslovni odsjek Sveučilišta Indiana Bloomington gdje je predavao kao profesor zoologije. Njegova su predavanja uključivala njegovu verziju eugenike čiji je cilj bio "spriječiti truljenje angolsaksonske/nordijske rase ograničavanjem rasnog miješanja i sprečavanjem razmnožavanja onih koje je smatrao nedoraslima."

### Predsjednik Sveučilišta Indiana
U siječnju je 1885. godine Jordan postao predsjednik Sveučilišta Indiana, a ujedno time postao je i najmlađi predsjednik nekog sveučilišta u državi sa samo 34 godine, kao i prvi predsjednik Sveučilišta Indiana koji nije bio zaređeni svećenik.
Poboljšao je financije Sveučilišta i ugled, udvostručio broj upisa, i uveo sustav biranja; poput Sveučilišta Cornell, bila je to rana primjena kurikuluma s modernim liberalnim umjetnostima.
 Proučavanjem je slijepih špiljskih riba zoolog iz Indiane, David Starr Jordan, postao poznat. Karizmatične je osobnosti vodio Sveučilište Indiana dok nije 1891. godine izabran kao prvi predsjednik Sveučilišta Stanford. Tijekom mojeg vremena na Sveučilištu Indiana, doduše, Jordan je bio najpoznatiji po svojoj duhovitoj izjavi da, svaki put kad zapamti ime studenta, zaboravi ime neke ribe. – James Dewey Watson, Avoid Boring People: Lessons from a Life in Science

### Predsjednik Sveučilišta Stanford
U ožujku 1891. godine Leland i Jane Stanford ponudili su Jordanu mjesto predsjednika Lele Stanford Juniorskog Sveučilišta koje se trebalo otvoriti u Kaliforniji. Andrew Dickson White, suosnivač i prvi predsjednik Sveučilišta Cornell, preporučio je Jordana obitelji Stanford zato što se njihova ideja nastavnog plana s liberalnim umjetnostima poklapala s njegovim. Jordan je ubrzo prihvatio ponudu, pristigao u Stanford u lipnju 1891. godine, i odmah počeo tražiti zaposlenike prije otvaranja Sveučilišta u rujnu. Zbog vremenskog je pritiska uglavnom privukao svoje poznanike koji su bili ili sa Sveučilišta Cornell ili sa Sveučilišta Indiana. Prvu je godine bio vrlo ustrajan u stvaranju Hopkins Marine Stationa, pomorskog laboratorija Sveučilišta. Predsjednik je bio sve do 1913. godine, a zatim kancelar sve do mirovine 1916. godine. Nakon toga se s prolaskom godina sve više i više udaljavao od Sveučilišta.
Dok je bio kancelar, postao je predsjednik Nacionalnog udruženja za obrazovanje. Jordan je bio član Bohemian Cluba i kluba Sveučilišta u San Franciscu. Također je bio direktor Sierra Cluba od 1892. do 1903. godine. Izabran je da bude dio Američkog filozofskog društva 1905. godine.
Bio je jedan od prvih profesora koji je izgradio ljetnu vikendicu na sjeveroistočnom kutu Camino Real i Sedmoj Aveniji, kasnije poznat kao "Red Profesora" u mjestu Carmel-by-the-Sea. On i Vernon Lyman Kellogg, profesor na Sveučilištu Stanford koji je također živio u Carmelu, su bili bliski prijatelji.

### Eugenika
Jordan je 1899. godine pročitao vlastiti esej na Stanfordu u ime rasne segregacije i rasne čistoće. U tom je eseju Jordan tvrdio da su "Rase ljudi i krda stoke vođeni istim zakonima selekcije." Jordan je izrazio strah za "degeneraciju rase" koja bi nastupila bez poduzimanja mjera da se održi "rasno jedinstvo".

### Argument protiv rata na temelju eugenike
Jedna od glavnih Jordanovih teza u eseju bila je da se njegovi ciljevi za savršeno društvo bolje ostvaruju mirom nego ratom. Njegov je argument protiv ratovanja bio da je rat štetan jer izbija najsnažnije muškarce iz genskih zaliha. Tvrdio je da je "budući rat nemoguć jer si države to ne mogu priuštiti." Jedan je komentator izjavio: "Iako je pronašao oskudne dokaze koji bi potkrijepili njegove predrasude, i dalje je samouvjereno tvrdio da 'uvijek i svugdje rat znači preokretanje prirodne selekcije'".
Jordan je bio predsjednik Zaklade za svjetski mir od 1910. do 1914. godine. Protivio se miješanju SAD-a u Prvi svjetski rat, no promijenio je mišljenje 1917. godine kad je shvatio da bi pobjeda Njemačke prijetila demokraciji.

### "The Blood of the Nation"
Nakon što je esej prvi put iznesen, Američko unitarističko udruženje objavilo je esej pod naslovom "The Blood of the Nation" i podnaslovom "A Study of the Decay of Races Through the Survival of the Unfit". Nekoliko je izdanja izašlo u slijedećim godinama.
Prošireno izdanje eseja izneseno je u Philadelphiji 1906. godine povodom 200. obljetnice smrti Benjamina Franklina, i tiskalo ga je Američko filozofsko društvo. Sljedeće je godine u Bostonu Beacon Press izdao prošireno izdanje eseja pod novim naslovom, "The Human Harvest" i pod istim podnaslovom. Ova je nova verzija bila posvećena Jordanovom starijem bratu, Rufusu, koji se dobrovoljno borio u Američkom građanskom ratu i koji je, prema Jordanu, bio dio "Ljudske žetve" 1862. godine. Moguće je da su Jordanova proturatna razmišljanja i ona o eugenici bila dijelom oblikovana bratovom smrću 1862. godine, najvjerojatnije uzrokovanom trbušnim tifusom. Umro je skoro odmah nakon što se prijavio u vojsku.
Originalno i tanje izdanje eseja objavilo je ponovno 1910. godine Američko unitarističko udruženje u "jeftinijem obliku kako bi se osigurala što šira distribucija".
Jordan je 1915. godine objavio proširenu raspravu na istu temu pod naslovom War and Breed koju je objavio Beacon Press u Bostonu. U toj raspravi Jordan definira i počinje upotrebljavati relativno novi pojma "eugenika" i njegov antonim "disgenika".

### Human Betterment Foundation
Nakon Jordanove smrti, Human Betterment Foundation, eugeničko udruženje koje se zagovaralo za zakon o obveznoj sterilizaciji u SAD-u, objavilo je u novinama reklamu u kojoj je navelo Jordana kao jednog od istaknutih članova. HBF je objavio istraživanje Sterilization for Human Betterment, zalažući se za zakonodavstvo koje bi prisililo sterilizaciju osoba s invaliditetom i nasilnih zločinaca, omogućilo svima u javnosti da dobrovoljno traže medicinsku sterilizaciju i legaliziralo upotrebu kontracepcije.

## Uloga u navodnom ubojstvu Jane Stanford
Dok je bio na odmoru o Oahu, Jane Stanford umrla je od trovanja strihninom prema procjeni lokalnog mrtvozornika. Jordan je zatim otplovio na Havaje, unajmio doktora da istraži slučaj, i zaključio da je Stanford preminula od zatajenja srca. Simptomi zatajenja srca nemaju nikakve veze sa simptomima koji su uočeni kod Stanford. Njegov je motiv bio predmet nagađanja. Jedna je mogućnost da se pravio kako bi zaštitio ugled Sveučilišta radi održavanja financiranja jer bi ih skandal poljuljao. Pisao je upravnom odboru Sveučilišta, ponudio nekoliko objašnjenja za smrt gospođe Stanford, i rekao im da odaberu ono koje im se čini najprikladnijim. Uzimajući u obzir da je gospođa Stanford imala težak odnos s njim i navodno ga je planirala smijeniti s položaja predsjednika Sveučilišta, moguće je da je Jordan imao osobni motiv da otkloni sumnje koje su mogle nastati zbog neriješenog zločina. Jordanovo je objašnjenje za njenu smrt bilo uglavnom prihvaćeno do 2003. godine kad je nekoliko objavljenih djela naglasilo dokaze da se radilo o ubojstvu.

## Mirovina
U mirovini je Jordan i dalje bio aktivan pišući o ihtiologiji, svjetskim odnosima, miru, i radio je na svojoj autobiografiji.

## Počasti i nagrade
- Počasni doktorat Sveučilišta Butler (1877.)
- Počasni doktorat prava (LL.D.) Sveučilišta Cornell (1886.)
- Počasni doktorat prava (LL.D.) Sveučilišta Johns Hopkins (1902.)
- Počasni doktorat prava (LL.D.) Sveučilišta Indiana (1909.)

## Skepticizam
Unatoč tome što je bio pobornik eugenike, Jordan je bio sumnjičav oko nekih pseudoznanstvenih tvrdnji. Skovao je pojam "sciozofija" kako bi opisao "sistematizirano neznanje" pseudoznanstvenika. Njegovo je djelo, The Higher Foolishness, nadahnulo filozofa Martina Gardnera da napiše Fads and Fallacies in the Name of Science, djelo o skepticizmu o znanosti. Međutim, Gardner je istaknuo da je "knjiga iritantna jer, iako Jordan spominje desetak neobičnih djela koje opširno citira, rijetko kad otkrije ime autora."

## Osobni život
John je oženio Susan Bowen (1845. – 1885.), biologinju koja je diplomirala sa Sveučilišta Mount Holyoke, 10. ožujka 1875. godine. Upoznao ju je u Peruu u Massachusettsu tijekom Agassizove ljetne škole. Preminula je u 39. godini života. Imali su troje djece: Edith Monica (1877. – 1965.), Harold Bowen (1882. – 1959.) i Thora (1884. – 1886.).
Jordan je 1887. godine oženio Jessie Knight (1866. – 1952.). U to je vrijeme ona imala 21 godinu, a on 36 godina. Upoznali su se dok je on bio predsjednik Sveučilišta Indiana. Imali su troje djece: Knight Starr (1888. – 1947.), Barbara (1891. – 1900.) i Eric Knight (1903. – 1926.).
Dvije su njegove kćeri, Thora i Barbara, preminule u djetinjstvu. Njegov je sin Eric preminuo 1926. godine sa samo 22 godine u prometnoj nesreći kod Gilroya u Kaliforniji. Eric je sudjelovao u paleontološkoj ekspediciji na otočje Revillagigedo i razmišljao je o akademskoj karijeri.

## Smrt
Jordan je 19. rujna 1931. preminuo u svojoj kući na kampusu Sveučilišta Stanford nakon što je proživio nekoliko moždanih udara u dvije godine.

## Spomenici i spomen-obilježja

### Geografske znamenitosti
- Jezero Jordan, Utah
- Mount Jordan, Kalifornija

Jordan je tvrdio da Mount Jordan nije prva planina nazvana po njemu jer prva planina za koju je preporučeno njegovo ime nije ga zadržala jer je već imala ime.
U srpnju 2020. godine Sierra Club osudio je Jordana zbog "glasnog zagovaranja bijele supremacije i njezina pseudoznanstvenog ogranka, eugenike". Predsjednik je također najavio: "Sljedeću godinu provest ćemo proučavajući našu povijest i određujući koje od naših spomenika treba preimenovati ili u potpunosti srušiti." Još nije jasno kako bi njihova ponovna procjena utjecala na status planine Jordan, koju je klub pomogao imenovati 1926., ili na status drugih geografskih obilježja koja nose Jordanovo ime.

### Istoimeno stablo
Stablo David Starr Jordan kod Sveučilišta Havaji indijsko je stablo kaučukovca (Ficus elastica). On ga je sam posadio 11. prosinca 1922. godine.
Istraživački je brod David Starr Jordan naručila Služba za ribu i divlje životinje 1966. godine. Brod je kasnije služio u floti Nacionalne uprave za oceane i atmosferu pod nazivom NOASS David Starr Jordan (R 444) prije nego što je povučen iz upotrebe 2010. godine i prodan privatnoj tvrtci koja ga je preimenovala u R/V Ocean Starr.

### Škole nazvane po Davidu Starru Jordanu
Početkom su 20. stoljeća neke škole nazvane po Jordanu njemu u čast. Međutim, nakon 2018. godine, mnoge su škole preimenovane jer je njegovo stajalište o eugenici postalo dobro poznato.
- Srednja škola David Starr Jordan, Los Angeles; uspotavljenja 1923. godine; 2020. godine ime je skraćeno u Srednja škola Jordan.[56][57]
- Srednja škola Jordan, Long Beach; uspostavljena 1934. godine;[58] sredinom 2020. godine[59][60] razmišljalo se o promjeni imena i tri godine poslije jedan je profesor pokušavao navesti školski odbor da preimenuje školu, no njegov je pokušaj bio neuspješan.[61]
- Jordan Middle School, Palo Alto; uspostavljena 1937. godine; preimenovana 2018. godine u čast Franku S. Greeneu.[62][63][64]
- David Starr Jordan Middle School, Burbank; uspostavljena 40-ih godina prošlog stoljeća; preimenovana 2021. godine u čast Dolores Huerta.[65][66]

### Zgrade na kampusima
Kako je Jordan bio povezan sa Sveučilištem Indiana i Sveučilištem Stanford, oba su sveučilišta nazvala zgrade i objekte na kampusu po njemu. Međutim, kako je njegova reputacija postala kontroverzna 2020-ih, uklonili su njegovo ime s objekata.

#### Sveučilište Stanford
Stanford je 1917. godine odao počast svojem bivšem predsjedniku preimenovanjem svoje zgrade zoologije, izgrađene 1899. godine, u Jordan Hall. Ostali objekti kampusa nazvani su Jordan Quad, Jordan Modulars i Jordan Way. U listopadu 2020. godine Upravni odbor Stanforda jednoglasno je, na preporuku savjetodavnog odbora, glasao za uklanjanje Jordanovog imena iz sva četiri objekta. Bivši Jordan Hall dobio je privremeno ime Zgrada 420 dok se trajno ime ne odabere sljedećih godina. Predsjednik Stanforda Marc Tessier-Lavigne zadužen je za preimenovanje Jordan Quada i Jordan Modulars; međutim, Tessier-Lavigne nije uspio izvršiti taj zadatak prije nego što je napustio Stanford 2023. godine. Savjetodavni odbor istaknuo je da se preimenovanje Jordan Waya, ulice na medicinskom kampusu, "može dogoditi tijekom tekuće izgradnje i planiranja".

#### Sveučilište Indiana
Kad je Sveučilište Indiana izgradilo novi odjel za biologiju 1956. godine, odjel je nazvan po Jordanu jer je on bio bivši predsjednik Sveučilišta i član odjela biologije. U listopadu je 2020. godine Upravni odbor Sveučilišta Indiana velikom većinom izglasao da se Jordanovo ime ukloni s odjela, garaže, i rijeke (koja je zapravo potok) koja teče sredinom kampusa. Jordanovo je ime odmah uklonjeno, a objekti su dobili privremena imena dok se nova imena ne izaberu u slijedećim godinama. Jordan Hall preimenovan je u Biology Building, rijeka Jordan preimenovana je u rijeka Kampusa, i Jordan Avenue Parking Garage preimenovan je u East Parking Garage. U kolovozu 2021. godine, osoblje je odjela biologije poslalo peticiju novoj predsjednici Sveučilišta Indiana, Pameli Whitten, pozivajući vodstvo Sveučilišta da preimenuje zgradu biologije u čast Jamesu P. Hollandu, afroameričkog bivšeg studenta Sveučilišta Indiana, nagrađivanog bivšeg člana fakulteta i endokrinologa koji je umro 1998. godine.
Predsjednik Sveučilišta Indiana, Michael McRobbie, zatražio je od Odbora za imenovanje sveučilišta da surađuje s gradom Bloomingtonom kako bi pronašli ime koje bi zamijenilo Jordan Avenue, prometnicu koja je dijelom u vlasništvu Sveučilišta Indiana, a dijelom u vlasništvu grada. Od listopada 2020. u Gradskom vijeću Bloomingtona upućivani su pozivi za preimenovanje Jordan Avenuea. U travnju 2021. gradonačelnik Bloomingtona osnovao je radnu skupinu od sedam članova kako bi istražio moguća zamjenska imena za Jordan Avenue. U rujnu 2021. Komisija za planiranje grada Bloomingtona objavila je da je odobrila preimenovanje Jordan Avenue u Eagleson Avenue dok je Sveučilište Indiana u procesu preimenovanja svog dijela ulice u Fuller Lane, uz odobrenje Odbora za preimenovanje Sveučilišta Indiana i Upravnog odbora Sveučilišta Indiana. Grad je planirao dovršiti preimenovanje ulica do veljače 2022. godine. Oba nova imena ulica odaju počast istaknutim afroameričkim obiteljima koje su se doselile u Bloomington nakon što su rođene u ropstvu. U prosincu 2021. godine upravni odbor Sveučilišta Indiana preispitao je svoju odluku o preimenovanju dijela ulice u vlasništvu sveučilišta u Fuller Lane, prihvativši Eagleson Avenue kao novi naziv za dio Jordan Avenuea koji je u vlasništvu Sveučilišta.
Kampus Indiana University South Bend ima stipendiju nazvanu po Jordanu koja omogućuje studentima da studiraju van Sjedinjenih Država na kratko vrijeme.

### Nagrada David Starr Jordan Sveučilišta Cornell
Nagradu David Starr Jordan osnovali su i uzdržavali financijski 1986. godine Sveučilište Cornell, Sveučilište Indiana i Sveučilište Stanford. Svake je tri godine nagrada dodijeljena znanstveniku mlađem od 40 godina koji je pridonio području evolucije, ekologije, stanovništva ili biologiji. Nagrada je zadnji put dodijeljena 2015. godine Danielu Bolnicku, profesoru integrativne biologije na Sveučilištu Texas u Austinu.
Kako je Jordanova reputacija postajala sve kontroverznija zbog njegovog podržavanja eugenike, a i posebno nakon što je njegovo ime uklonjeno s objekata zgrada Sveučilišta Stanford i Sveučilišta Indiana 2020. godine, pozvalo se sveučilišta da preimenuju nagradu. Nagrada je prekinuta 2020. godine i financije su vraćene svakom od navedena tri sveučilišta.

## Djela

### Knjige
- Jordan, David Starr. 1876. Manual of the Vertebrates of the Northern United States. Leopold Classic Library. ASIN B01M5BB3A7
- Jordan, David Starr; Brayton, Alembert Winthrop. 1877. Contributions to North American Ichthyology. U. S. Government Printing Office. OCLC 1111892026
- Jordan, David Starr. 1882. Synopsis of the Fishes of North America
- Jordan, David Starr. 1885. A Catalogue of the Fishes Known to Inhabit the Waters of North America
- Jordan, David Starr. 1887. Science Sketches
- Jordan, David Starr. 1888. The Value of Higher Education
- Jordan, David Starr. 1895. The Factors in Organic Evolution
- Jordan, David Starr. 1895. The Fishes of Puget Sound
- Jordan, David Starr. 1895. The Fishes of Sinaloa
- Jordan, David Starr. 1895. The Story of the Innumerable Company. OCLC 1038493650
- Jordan, David Starr. 1896. The Care and Culture of Men: A Series of Addresses on the Higher Education. OCLC 1041603588
- Jordan, David Starr. 1896. The Fishes of North and Middle America
- Jordan, David Starr. 1897. Matka and Kotik
- Jordan, David Starr. 1898. The Fur Seals and Fur-Seal Islands of the North Pacific Ocean
- Jordan, David Starr. 1898. Footnotes to Evolution. OCLC 7391851152
- Jordan, David Starr. 1899. The Book of Knight and Barbara
- Jordan, David Starr. 1898. California and the Californians. OCLC 213790638
- Jordan, David Starr. 1898. Imperial democracy. OCLC 1189741706
- Jordan, David Starr. 1899. The Question of the Philippines. OCLC 1190063035
- Jordan, David Starr; Stallard, Joshua Harrison. 1899. The True Basis of Economics
- Jordan, David Starr; Kellogg, Vernon Lyman. 1900. Animal Life: A First Book of Zoology
- Jordan, David Starr. 1900. The Strength of Being Morally Clean. OCLC 697581156
- Jordan, David Starr; Evermann, Barton Warren. 1902. American Food and Game Fishes
- Jordan, David Starr. 1902. Animal Forms: A Text-Book of Zoology
- Jordan, David Starr. 1902. The Blood of the Nation
- Jordan, David Starr. 1902. The Philosophy of Despair
- Jordan, David Starr; Kellogg, Vernon Lyman; Heath, Harold. 1902. Animal Studies. OCLC 867059830
- Jordan, David Starr. 1903. The Training of a Physician
- Jordan, David Starr. 1903. The Voice of the Scholar
- Jordan, David Starr. 1904. The Wandering Host
- Jordan, David Starr. 1905. The Aquatic Resources of the Hawaiian Islands
- Jordan, David Starr. 1905. A Guide to the Study of Fishes
- Jordan, David Starr; Thompson, Joseph Cheesman. 1905. The Fish Fauna of the Tortugas Archipelago
- Jordan, David Starr. 1906. The Fishes of Samoa
- Jordan, David Starr. 1906. Life's Enthusiasms
- Jordan, David Starr. 1907. The Alps of King-Kern Divide
- Jordan, David Starr. 1907. The California Earthquake of 1906
- Jordan, David Starr. 1907. College and the Man
- Jordan, David Starr; Kellogg, Vernon Lyman. 1907. Evolution and Animal Life
- Jordan, David Starr. 1907. Fishes
- Jordan, David Starr. 1907. Fishes of the Islands of Luzon and Panay
- Jordan, David Starr. 1907. The Human Harvest: A Study of the Decay of Races Through the Survival of the Unfit. ISBN 9780824002640. OCLC 15615394
- Jordan, David Starr. 1908. Description of Three New Species of Carangoid Fishes from Formosa
- Jordan, David Starr. 1908. The Fate of Iciodorum
- Jordan, David Starr. 1908. Fish Stories: Alleged and Experienced
- Jordan, David Starr. 1908. The Higher Sacrifice
- Jordan, David Starr; Kellogg, Vernon Lyman. 1908. The Scientific Aspects of Luther Burbank's Work
- Jordan, David Starr. 1909. A Catalog of the Fishes of Formosa
- Jordan, David Starr. 1909. The Religion of a Sensible American
- Jordan, David Starr; Holder, Charles Frederick. 1909. Fish stories alleged and experienced, with a little history natural and unnatural
- Jordan, David Starr. 1910. The Call of the Nation: A Plea for Taking Politics Out of Politics. OCLC 645108940
- Jordan, David Starr; Richardson, Robert Earl. 1910. Check-List of Species of Fishes Known from the Philippine Archipelago
- Jordan, David Starr. 1910. Leading American Men of Science
- Jordan, David Starr. 1910. The Woman and the University
- Jordan, David Starr. 1910. Work of the International Fisheries Commission of Great Britain and the United States
- Jordan, David Starr. 1911. The Heredity of Richard Roe: A Discussion of the Principles of Eugenics. OCLC 808257564
- Jordan, David Starr. 1911. The Stability of Truth
- Jordan, David Starr. 1912. The Practical Education
- Jordan, David Starr. 1912. The Story of a Good Woman: Jane Lathrop Stanford
- Jordan, David Starr. 1912. Syllabus of Lectures on International Conciliation
- Jordan, David Starr. 1912. Unseen Empire
- Jordan, David Starr. 1913. America's Conquest of Europe
- Jordan, David Starr. 1913. A Catalog of the Fishes Known from the Waters of Korea
- Jordan, David Starr. 1913. Naval Waste
- Jordan, David Starr. 1913. War and Waste
- Jordan, David Starr. 1913. What Shall We Say?
- Jordan, David Starr. 1914. Record of Fishes Obtained in Japan in 1911
- Jordan, David Starr; Jordan, Harvey Ernest. 1914. War's Aftermath
- Jordan, David Starr. 1915. The Foundation Ideals of Stanford University. OCLC 21500886
- Jordan, David Starr. 1915. War and the Breed: The Relation of War to the Downfall of Nations. OCLC 1019453204
- Jordan, David Starr. 1916. Ways to Lasting Peace. OCLC 1019453204
- Jordan, David Starr. 1916. What of Mexico?. OCLC 16433936
- Jordan, David Starr. 1916. World Peace and the College ManJordan, David Starr. 1917. The Genera of Fishes
- Jordan, David Starr. 1918. Democracy and World Relations
- Jordan, David Starr. 1919. Fossil Fishes of Southern California
- Jordan, David Starr; Hubbs, Carl Leavitt. 1919. Studies in Ichthyology
- Jordan, David Starr. 1920. Fossil Fishes of Diatom Beds of Lompoc, California
- Jordan, David Starr. 1922. Days of a Man
- Jordan, David Starr; Jordan, Eric Knight. 1922. A List of the Fishes of Hawaii: With notes and descriptions of new species. OCLC 964874266
- Jordan, David Starr. 1927. The Higher Foolishness, with Hints as to the Care & Culture of Aristocracy. OCLC 2572248
- Jordan, David Starr; Kimball, Sarah Louise. Your Family Tree

### Ostalo
- Jordan, David Starr. 1893. Temperature and Vertebræ: A Study in Evolution. Comstock Publishing
- Jordan, David Starr. 1912. Foreword
- Jordan, David Starr. 1912. Relations of Japan and the United States. G.E. Stechert and Company

## Eponimi
Brojni su rodovi i vrste nazvani po Davidu Starru Jordanu.
Rodovi: Jordania Starks, 1895., Davidijordania Popov, 1931., Jordanella Goode & Bean, 1879.
Vrste:
- Agonomalus jordani Jordan & Starks, 1904.
- Agonomalus jordani Schmidt, 1904.
- Allocareproctus jordani Burke, 1930.
- Astyanax jordani Hubbs & Innes, 1936.
- Coelorinchus jordani Smith & Pope, 1906.
- Caulophryne jordani Goode & Bean, 1896.
- Chimaera jordani Tanaka, 1905.
- Chirostoma jordani Woolman, 1894.
- Choerodon jordani Snyder, 1908.
- Cirrhilabrus jordani Snyder, 1904.
- Cyclopteropsis jordani Soldatov, 1929.
- Diplacanthopoma jordani Garman, 1899.
- Dusisiren jordani Kellogg, 1925.
- Enneanectes jordani Evermann & Marsh, 1899.
- Eopsetta jordani Lockington, 1879.
- Etheostoma jordani Gilbert, 1891.
- Gadella jordani J. E. Böhlke & Mead, 1951.
- Hemilepidotus jordani Bean, 1881.
- Lampanyctus jordani Gilbert, 1913.
- Legionella jordanis[83]
- Lutjanus jordani Gilbert, 1908.
- Lycenchelys jordani Evermann & Goldsborough, 1907.
- Malthopsis jordani Gilbert, 1905.
- Mycteroperca jordani Jenkins & Evermann, 1899.
- Neosalanx jordani Wakiya & Takahashi, 1937.
- Paragonotothen jordani Thompson, 1916.
- Ptychidio jordani Myers, 1930.
- Ronquillus jordani Gilbert, 1899.
- Sebastes jordani Gilbert, 1896.
- Teixeirichthys jordani Rutter, 1897.
- Triglops jordani Schmidt, 1903.